# Tejutla
Tejutla é um município do departamento de San Marcos, Guatemala